# HD 2641
HD2641 є хімічно пекулярною зорею
спектрального класу
A2 й має видиму зоряну величину в
смузі V приблизно  9.5.
.